# Баррикада (акция)
«Баррика́да» — художественная акция, в ходе которой 23 мая 1998 года в центре Москвы большая группа художников перекрыла баррикадой Большую Никитскую улицу. Акция была приурочена к 30-летию французской студенческой революции 1968 года и декларировала созвучные ей лозунги вплоть до цитирования.

## События
После сбора в 14:00 у памятника П. И. Чайковскому перед Консерваторией на Большой Никитской улице около 14:30 улица была перекрыта в районе Романова переулка. На грузовых автомобилях были подвезены склеенные из коробок картонные блоки, строительные ограждения, плакаты, транспаранты и флаги. Свои картины для акции предоставили художники Дмитрий Врубель, Константин Звездочётов, Валерий Кошляков, Александр Сигутин, Герман Виноградов и Авдей Тер-Оганьян.
Прибывшая через полчаса милиция не предпринимала никаких действий, периодически требуя очистить улицу и разойтись.
Около 16:30 участники акции направились маршем в сторону Кремля, скандируя лозунг «Мы победили!». Через 10 минут милиция перегородила им путь и задержала нескольких участников.
Были арестованы Анатолий Осмоловский, Авдей Тер-Оганьян и его 17 летний сын Давид, Дмитрий Пименов, Дмитрий Модель, Илья и Михаил Агафоновы, Мария Демская.
25 мая 1998 года в Пресненском межмуниципальном народном суде судьёй Лавровой семеро из восьмерых задержанных были приговорены к штрафам от 250 до 417 рублей. Восьмая задержанная Мария Демская сбежала из больницы, куда была доставлена ранее из отделения милиции.

## Требования
Участниками акции были выдвинуты требования к властям:
1. ежемесячная выплата в сумме 1200 долларов каждому из участников акции;
2. легализация наркотиков для каждого участника акции;
3. предоставление права бесплатного и безвизового передвижения по всему миру для каждого участника акции.

## Лозунги
- «Запрещено запрещать!»
- «Вся власть воображению!»
- «Будьте реалистами — требуйте невозможного!»
- «Вас обманывают!»
- «Денег нет — и не надо!»

## Участники
- Илья Агафонов
- Михаил Агафонов
- Дмитрий Врубель
- Александра Галкина
- Мария Демская
- Константин Звездочётов
- Олег Киреев
- Виолетта Лягичева
- Дмитрий Модель
- Анатолий Осмоловский
- Дмитрий Пименов
- Марина Потапова
- Кирилл Преображенский
- Авдей Тер-Оганьян
- Давид Тер-Оганьян
- Всеволод Лисовский

### Группы
- Внеправительственная контрольная комиссия
- «ДвУРАК» («Движение УльтраРадикальных Анархо-Краеведов»)
- «зАиБи» («За Анонимное и Бесплатное искусство»)
- «ОсвоЧ» («Освобождение человечества»)
- «Пионерия имени Килгора Траута»
- группа студентов парижской Национальной школы изящных искусств
- Школа современного искусства